# Fernando Lumain
Fernando Lumain (* 18. Oktober 1989 in Tondano, Indonesien) ist ein indonesischer Leichtathlet.
Er vertrat sein Land bei den Weltmeisterschaften 2009 in Berlin und bei den Olympischen Spielen in London 2012 jeweils im 100-Meter-Lauf. In Berlin schied er in einer Zeit von 10,78 Sekunden als Sechster seines Vorlaufes aus; in London zog er als Zweiter seines Vorlaufes in die erste Runde ein, wo er jedoch in einer Zeit von 10,90 Sekunden nur den letzten Platz belegen konnte und ausschied.